# John M. Dillon
John Myles Dillon (* 15. September 1939) ist ein irischer Altphilologe und Philosophiehistoriker.
Dillon war von 1980 bis 2006 Regius Professor für Griechisch am Trinity College in Dublin.
Zuvor lehrte er an der University of California, Berkeley. 1983 wurde er zum Mitglied der Royal Irish Academy gewählt, seit 2010 ist er korrespondierendes Mitglied der Akademie von Athen, 2021 wurde er zum Mitglied der British Academy gewählt.
Seine Forschungsbereiche sind die Geschichte des Platonismus (von der Platonischen Akademie bis zur Renaissance) und das frühe Christentum. In den späten 1990er Jahren begründete er mit Vasilis Politis das Plato Centre am Trinity College Dublin.
Er ist der Sohn des Keltologen Myles Dillon.

## Werk
Zu den bekanntesten wissenschaftlichen Werken Dillons zählen seine Übersetzung von Iamblichus Über die Mysterien (der Ägypter), sein Buch über den Mittelplatonismus sowie weitere Arbeiten und Übersetzungen zum Neuplatonismus (neben Iamblichos beispielsweise Alkinoos Didaskalikos und Plotins Enneaden). Dillons Aufsätze wurden in zwei Sammelbänden The Golden Chain (1990) und The Great Tradition (1997) publiziert.
Sein erster Roman, The Scent of Eucalyptus (Der Duft von Eukalyptus), wurde 2007 veröffentlicht.

## Schriften (Auswahl)
- Perspectives on Plotinus: the collected essays of John Dillon. The Prometheus Trust, Chepstow 2025, ISBN 9781898910749.
- mit Carl S. O’Brien (Hrsg.): Platonic love from antiquity to the Renaissance. Cambridge University Press, 2022, ISBN 978-1-108-42322-9.
- The scent of Eucalyptus. University Press of the South, 2006, ISBN 1-931948-59-3.
- mit Emma C. Clarke, Jackson P. Hershbell (Hrsg.): Iamblichus. On the Mysteries. SCM Press, 2003, ISBN 1-58983-058-X.
- Die Entwicklung des Mittelplatonismus. In: Theo Kobusch, Burkhard Mojsisch (Hrsg.): Platon in der abendländischen Geistesgeschichte. Wissenschaftliche Buchgesellschaft, Darmstadt 1997, ISBN 3-534-12956-3, S. 15–32.
- Iamblichos. In: Friedo Ricken (Hrsg.), Philosophen der Antike II. W. Kohlhammer, Stuttgart / Berlin / Köln 1996, S. 244–263.
- The Middle Platonists. Cornell University Press, 1977, ISBN 0-7156-1091-0.